# Синдел (нос)
Вижте пояснителната страница за други значения на Синдел.
Синдел (на английски: Sindel Point) е нисък морски нос без лед на източния бряг на остров Ливингстън, Южните Шетлъндски острови, Антарктика.
Вдава се на 250 м в Лунния залив на протока Макфарлън и отделя ледник Калиакра на север от ледник Струма на юг. Разположен е на 2,9 километра североизточно от връх Сливен и на 5,75 км югозападно от хълм Единбург.
Наименуван е на селата Синдел в Община Аврен и Синделци в Община Момчилград. Името е официално дадено на 23 ноември 2009 г.
Българско топографско проучване: Тангра 2004/05. Българско картографиране от 2009, 2010 и 2012 г.
Координатите му са: 62°35′01″ ю. ш. 60°05′06″ з. д. / 62.583611° ю. ш. 60.085° з. д..

## Карти
- L.L. Ivanov et al, Antarctica: Livingston Island, South Shetland Islands (from English Strait to Morton Strait, with illustrations and ice-cover distribution), 1:100000 scale topographic map, Antarctic Place-names Commission of Bulgaria, Sofia, 2005
- Л. Иванов. Антарктика: Остров Ливингстън и острови Гринуич, Робърт, Сноу и Смит. Топографска карта в мащаб 1:120000. Троян: Фондация Манфред Вьорнер, 2009. ISBN 978-954-92032-4-0
- Л. Иванов. Карта на остров Ливингстън. В: Иванов, Л. и Н. Иванова. Антарктика: Природа, история, усвояване, географски имена и българско участие. София: Фондация Манфред Вьорнер, 2014. с. 18-19. ISBN 978-619-90008-1-6